# Erythroecia hebardi
Psectrotarsia hebardi là một loài bướm đêm trong họ Noctuidae.